# 斯波尔托雷
斯波尔托雷（義大利語：Spoltore），是意大利佩斯卡拉省的一个市镇。总面积36平方公里，人口18341人，人口密度509.5人/平方公里（2009年）。ISTAT代码为068041。